# Cobi Jones
Pour les articles homonymes, voir Jones.

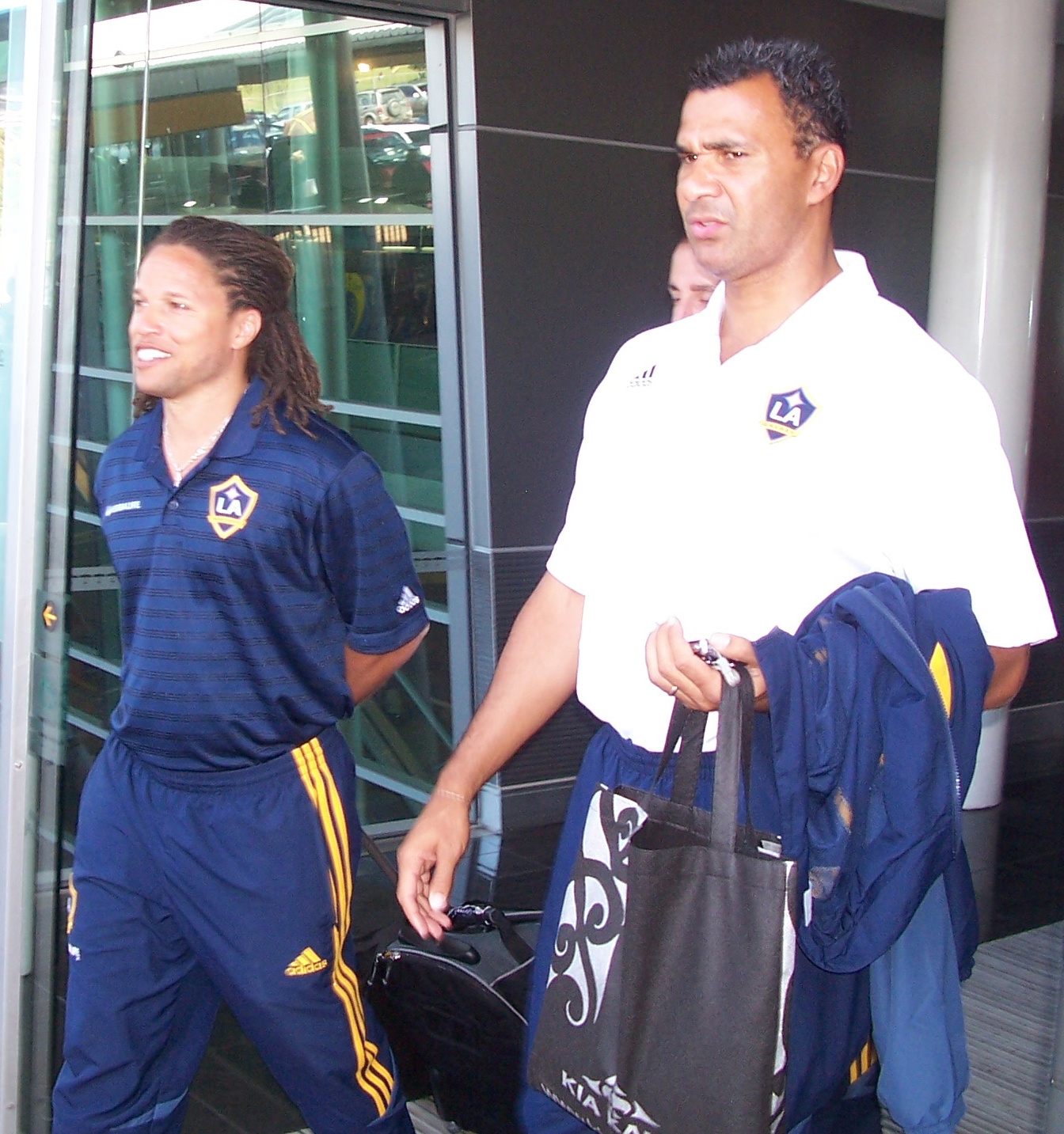
Cobi Jones (à gauche) en compagnie de Ruud Gullit

Cobi N'Gai Jones est un joueur de football (soccer) américain né le 16 juin 1970 à Détroit dans le Michigan. Après sa carrière de joueur, il est devenu entraîneur. Il détient le record de sélections avec l'équipe des États-Unis.

## Biographie
Il a annoncé le 19 mars 2007 qu'il arrêterait sa carrière à la fin de la saison. Le 9 novembre 2007, Cobi a annoncé officiellement la fin de sa carrière et a été nommé nouvel entraîneur adjoint des Los Angeles Galaxy. Cobi Jones officie donc aux côtés du nouvel entraîneur Bruce Arena.

## Palmarès
- Champion des États-Unis en 2002 et en 2005

### En Équipe des États-Unis
- 164 sélections (record) et 15 buts entre 1992 et 2004
- Vainqueur de la Gold Cup en 2002
- Participation à la Coupe du Monde en 1994 (1/8 de finaliste), en 1998 (Premier Tour) et en 2002 (1/4 de finaliste)
- Participation à la Gold Cup en 1993 (Finaliste), 1996 (3e), 1998 (Finaliste), 2000 (1/4 de finaliste) et en 2002 (Vainqueur)
- Participation à la Copa América en 1993 (Premier Tour) et en 1995 (1/4 de finaliste)